# Спілка композиторів Росії
Спілка композиторів Росії — громадська організація, що об'єднує російських композиторів та музикознавців. 
Спілка композиторів Росії є правонаступницею заснованої 1960 року Спілки композиторів РРФСР. 
Перший — Установчий — з'їзд Спілки композиторів РРФСР пройшов у квітні 1960 року.
 
З того часу Союз очолювали: Дмитро Шостакович (1960-1968), Георгій Свиридов (1968-1973) та Родіон Щедрін (1973-1990).

С 1990 року посаду голови Спілки обіймає Владислав Казенін. 

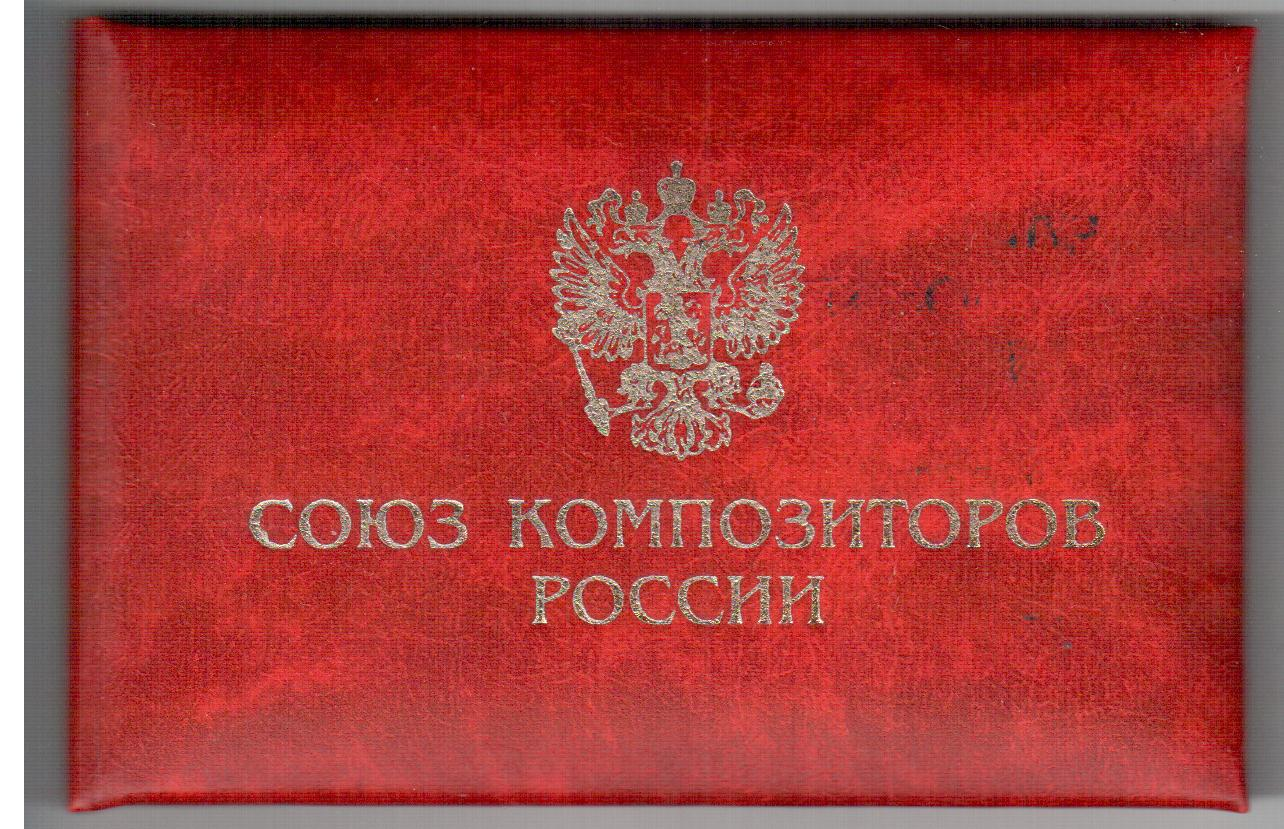
Членський квиток (2009 р.)

## Керівні органи Спілки композиторів Росії
м. Москва, Брюсов пров., д. 8/10, стр. 2 
Голова Спілки композиторів Росії:
- Казєнін Владислав Ігорович

Заступники Голови:
- Рінгер Ігор Мойсейович
- Бікташев Євген Михайлович
- Задерацький Всеволод Всеволодович
- Калімуллін Рашид Фагимович<

## Секретаріат
- Бєлобородов Олександр Сергійович
- Бікташев Євген Михайлович<
- Броннер Михайло Борисович<
- Галахов Олег Борисович
- Гецелев Борис Семенович<
- Гуревич Володимир Абрамович
- Єкімовський Віктор Олексійович
- Задерацький Всеволод Всеволодович
- Калімуллін, Рашид Фагимович
- Кікта Валерій Григорович
- Кисельов Анатолій Іванович
- Кобекін Володимир Олександрович
- Корчмар Григорій Овшіевіч<
- Космачов Ігор Іванович
- Май Гліб Борисович
- Макоєв Олександр Володимирович
- Сергєєва Тетяна Павлівна
- Трембовельський Євген Борисович
- Уманський Кирило Олексійович
- Усович Віктор Олексійович
- Цукер Анатолій Мойсейович
- Чайковський Олександр Володимирович
- Чалаєв Ширвані Рамазанович
- Юкечев Юрій Петрович

- Прес-секретар — Устинов Андрій Олексійович
- Відповідальний секретар — Юргенсон Борис Петрович

## Ревізійна комісія Спілки композиторів Росії
- Голова — Левянт Марк Григорович

Члени:
- Біберган Вадим Давидович
- Касимов Рафаїл Габдулхаєвич
- Кульшетов Валерій Дмитрович
- Машуков Ігор Євгенович
- Писаренко Микола Єгорович
- Тараканова Арфен Михайлівна
- Файн Яків Наумович
- Чернявський Володимир Андрійович

## Молодіжне відділення Спілки композиторів Росії
- Голова — Судзиловський Ярослав Сергійович
- Секція музикознавства — Тимофєєв Ярослав Ілліч<

## Апарат Спілки композиторів Росії
- Відповідальний секретар — Юргенсон Борис Петрович
- Референт голови — Назарова Тетяна Петрівна

## Музичний фонд Спілки композиторів Росії
Москва, вул. Чаянова, д. 10
- Генеральний директор  — Рінгер Ігор Мойсейович (заступник голови Спілки композиторів Росії з фінансових та господарських питань).

## Будинку творчості
«Іванове»
- Директор — Цвєткова Віра Олексіївна

«Руза» 
- Директор — Хайдаков Ефенді Юсуповіч

«Сортавала»
- Директор — Братишева Марина Іванівна

## Видавництво «Композитор»
- Москва, вул. Садова-Тріумфальна, д. 12/14
- Генеральний директор — Юргенсон Борис Петрович

Журнал «Музыкальная академия» 
- Головний редактор  — Корев Юрій Семенович

Журнал «Музыкальная жизнь» 
- Головний редактор — Езерська Олена Марксівна

Газета «Музыкальное обозрение» 
- Головний редактор — Устинов Андрій Олексійович